# Maria Starnawska
Maria Anna Starnawska (ur. 16 września 1959 w Lublinie) – polska historyczka mediewistka.

## Życiorys
Jest córką Jerzego Starnawskiego i jego żony Teresy z domu Jaruzelskiej siostry Wojciecha Jaruzelskiego. Absolwentka historii na Wydziale Historycznym Uniwersytetu Warszawskiego (1983). Doktorat obroniła 27 maja 1997 pod kierunkiem Jacka Wiesiołowskiego (Zakony krzyżowe na ziemiach polskich w średniowieczu) w Instytucie Historii im. Tadeusza Manteuffla PAN. Habilitacja 19 marca 2009 (Świętych życie po życiu. Relikwie w kulturze religijnej na ziemiach polskich w średniowieczu) w Instytucie Historii im. Tadeusza Manteuffla PAN. Zajmuje się dziejami zakonów rycerskich i szpitalnych, kultem świętych oraz kulturą religijną w Polsce średniowiecznej. Jest członkiem (od 2000) redakcji „Studiów Źródłoznawczych”. Należy do Polskiego Towarzystwa Historycznego, Polskiego Towarzystwa Heraldycznego, Siedleckiego Towarzystwa Naukowego. Pracowała jako Profesor nadzwyczajny w Zakładzie Historii Starożytnej i Średniowiecznej Instytutu Historii Akademii im. Jana Długosza w Częstochowie. Obecnie pracownik Instytutu Historii Uniwersytetu Przyrodniczo-Humanistycznego w Siedlcach.

## Wybrane publikacje
- Bibliografia Zamku Królewskiego w Warszawie 1976-1983, oprac. Maria Starnawska, Dorota Zamojska, Warszawa 1988.
- Dwa ostatnie hołdy lenne na Zamku Królewskim w Warszawie, Warszawa: Zamek Królewski 1989.
- Między Jerozolimą a Łukowem. Zakony krzyżowe na ziemiach polskich w średniowieczu, Warszawa: Wydawnictwo DIG 1999 (wyd. 2 – 2006, wyd. 3 – 2011).
- (redakcja) Między Polską a Rusią, pod red. Marii Starnawskiej, Siedlce: Instytut Historii Akademii Podlaskiej 2004.
- Świętych życie po życiu. Relikwie w kulturze religijnej na ziemiach polskich w średniowieczu, Warszawa: Wydawnictwo DiG – Siedlce: Akademia Podlaska 2008.
- Wokół maltańskiego krzyża: wystawa Muzeum Historycznego m. st. Warszawy zorganizowana we współpracy z Zamkiem Królewskim w Warszawie i Ambasadą Zakonu Maltańskiego w Polsce, 19 X 2012 – 13 I 2013, Zamek Królewski w Warszawie, projekt plastyczny katalogu Jarosław Kłaput, konsultacja nauk. Tadeusz W. Lange, Maria Starnawska, Warszawa: Muzeum Historyczne m. st. Warszawy 2012.[5]
- Die innere Korrespondenz der Johanniter im schlesich-polnischen Ordenszweig in der zweiten Hälfte des 15. Jahrhunderts auf Grund des Formelbuches aus dem Nationalarchiv in Prag / Maria Starnawska. // Ordines Militares Colloquia Torunensia Historica. Yearbook for the Study of the Military Orders. - Vol. 25 (2020), s. 229-242.[6]